# Старі Юбері
Старі Юбері́ (рос. Старвые Юбери) — присілок в Можгинському районі Удмуртії, Росія.
До присілка було приєднано сусіднє присілок Ягул-Каксі.
Урбаноніми:
- вулиці — Польова, Садова, Юберінська, Ягульська

## Населення
Населення — 320 осіб (2010; 346 в 2002).
Національний склад станом на 2002 рік:
- удмурти — 99 %